# Iglesia de San Simón y San Judas (Alcalá de la Selva)
La iglesia de San Simón y San Judas es un templo católico situado en la localidad española de Alcalá de la Selva, en la provincia de Teruel. El inmueble, cuya construcción se remonta al siglo XVI, tiene el estatus de Bien de Interés Cultural.

## Descripción

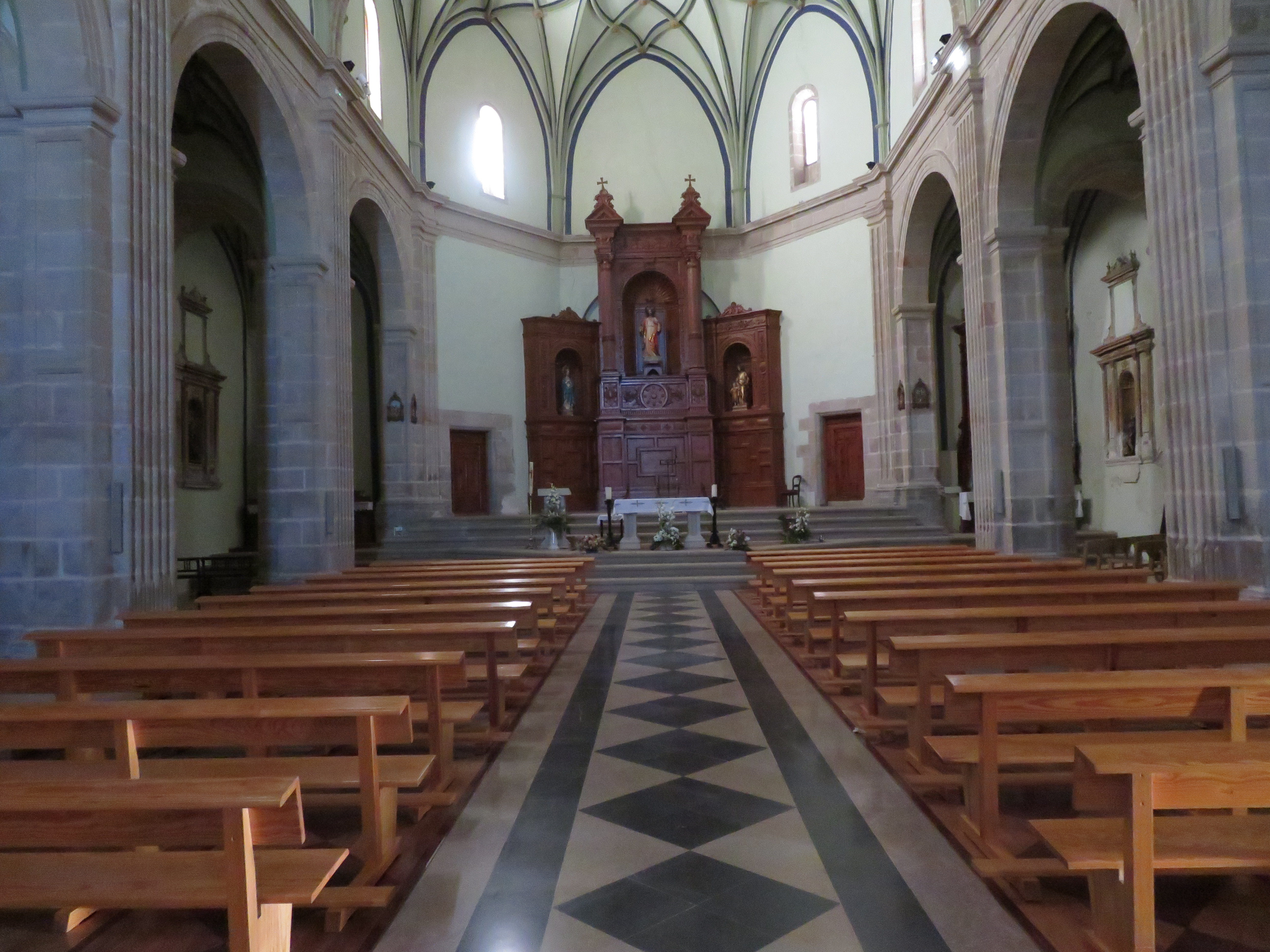
Iglesia de San Simón y San Judas (Alcalá de la Selva, Teruel).

Está construida en mampostería con sillar bien escuadrado en el basamento, las esquinas y los elementos principales, fue levantada en el siglo XVI siguiendo el modelo de iglesia gótico-renacentista, donde predomina la concepción espacial amplia y unitaria. 

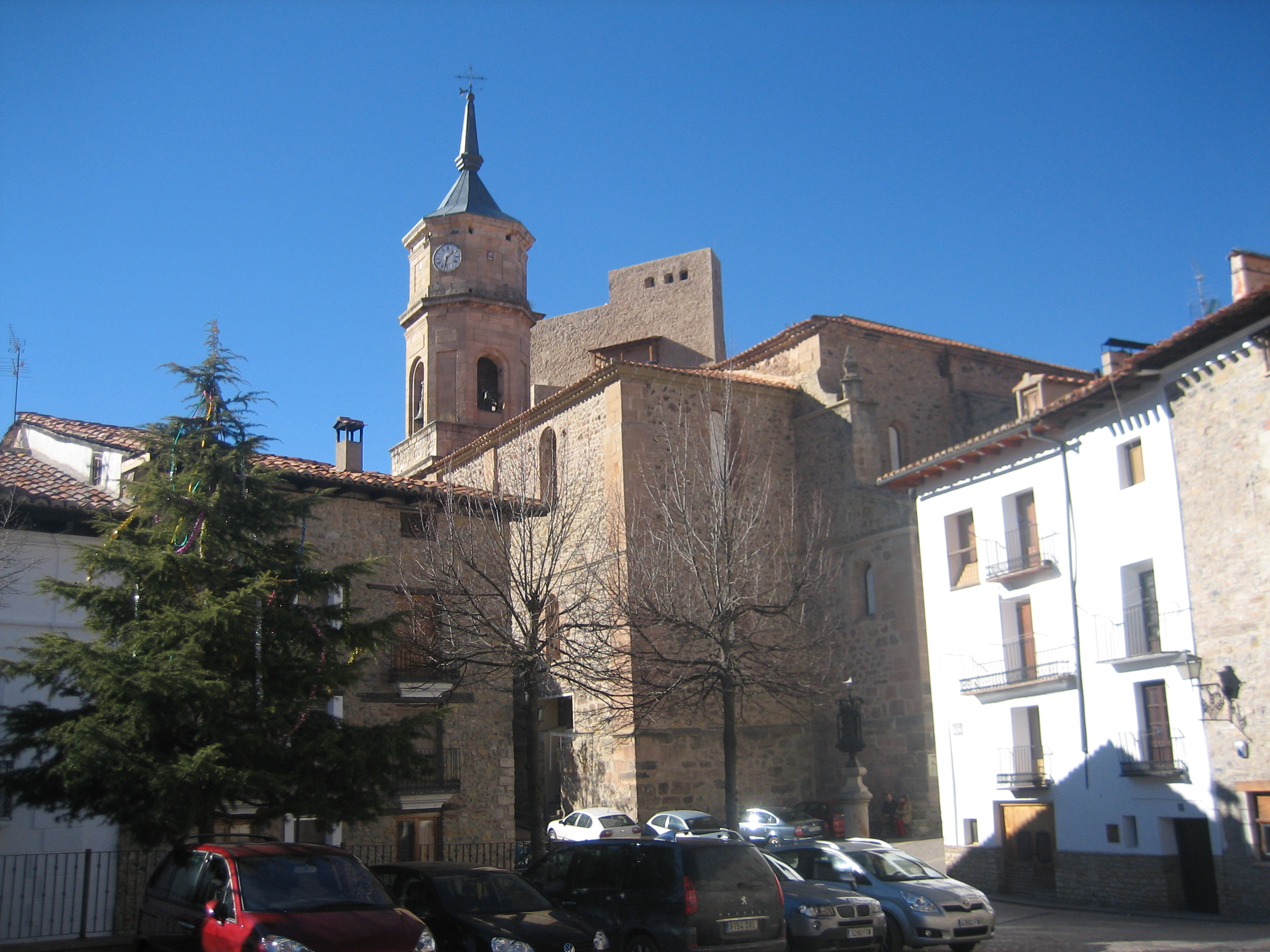
Iglesia de San Simón y San Judas.

La planta consta de un ábside poligonal parcialmente oculto al exterior por la Sacristía y la Capilla del Sagrario, y una elevada nave central de cinco tramos con estrechas naves laterales abiertas entre los contrafuertes. El cubrimiento se realiza por medio de bóvedas de crucería estrellada separadas por arcos fajones de medio punto que apean en pilastras estriadas coronadas por sencillos capiteles. 
El último tramo, que originalmente albergaba un coro alto, en la actualidad se ha cerrado y dedicado a salón parroquial. 
El ingreso se realizaba a través de un monumental pórtico abierto en triple arco, aunque en la actualidad se ha perdido el arco lateral izquierdo; el gran arco central, abierto en arco de medio punto, cobija la magnífica portada, de dos cuerpos y decorada con motivos clásicos. 
En un ángulo del nuevo salón parroquial se alza la torre, también construida en piedra sillar, con tres pisos diferenciados en altura; es de planta cuadrada el primero y octogonales los dos últimos. Cuenta además con un chapitel de remate. 
En general los volúmenes compactos de la iglesia se ven enmascarados por la construcción de varios edificios anejos, entre ellos el del Ayuntamiento. 